# Bleda canicapillus
Bleda canicapillus là một loài chim trong họ Pycnonotidae.